# Скидмор, Томас
То́мас Ски́дмор (англ. Thomas Skidmore; 13 августа 1790, Ньютаун — 7 августа 1832, Нью-Йорк, Нью-Йорк) — американский политик и радикальный политический философ, основатель первых рабочих организаций в США. Один из основателей и автор программы Партии трудящихся (Рабочей партии, Working Men’s Party) в штате Нью-Йорк (1829). Под давлением умеренных лидеров партии и обвинений в чрезмерном радикализме был вынужден уйти из неё вскоре после первой же избирательной кампании. После раскола Партии трудящихся возглавил ещё менее успешную организацию, которую переводят под названиями Оригинальная партия трудящихся, Аграрная партия, Партия бедных людей или Партия бедняка (просуществовала до 1831 года).

## Биография

### Ранние годы
Начал преподавать в местной школе в возрасте тринадцати лет, затем скитался из города в город в поисках работы, останавливаясь в Принстоне, Бордентауне, Ричмонде, Эдентоне и Нью-Берне.
Поработав учителем, Скидмор переехал в Уилмингтон, штат Делавэр, и затем в Филадельфию, где пробовал свои силы в качестве изобретателя-любителя, работая над различными идеями, включая совершенствование пороха и процесса производства бумаги.
Около 1819 года Скидмор обосновался в Нью-Йорке, где и проведет остаток жизни. он женился в 1821 году и работал в городе как машинист (по другим сведениям — как механик на заводе), постепенно вовлекаясь в рабочую борьбу.

### Политическая карьера
В апреле 1829 года Скидмор появляется как важный общественный деятель в составе «Комитета 50-ти», которому поручили разработку платформы зарождавшейся в Нью-Йорке Партии трудящихся: десятичасовой рабочий день, отмена долговых тюрем, всеобщее бесплатное образование, расширение избирательного права и т. д.
Политические взгляды Скидмора, в частности, на наследство и перераспределение благ, были радикальными для своего времени, что вызвало его конфликт с другими партийными лидерами более умеренных взглядов. Однако, они помогли успешно провести избирательную кампанию 1829 года, по итогам которой партия набрала 31 % голосов и провела двух своих представителей в законодательный орган штата.
Однако вскоре, обвиняя влиятельных партийных лидеров Роберта Дэйла Оуэна и Фрэнсис Райт в продвижении повестки, не удовлетворявшей непосредственно интересы рабочего класса, известный своей неуживчивостью и самомнением Скидмор оказался в изоляции. В декабре 1829 года Оуэн объединился с другими руководителями, Ноем Куком и Генри Гийоном, чтобы выжить Скидмора за излишний радикализм.

### Раскол и создание новой партии
На собрании «слесарей и прочих рабочих» в Нью-Йорке 29 декабря 1829 года, определявшем дальнейшую политику партии, председательствовал Генри Гийон, отказавшийся предоставить Скидмору слово. В итоге, аграрно-ориентированная повестка последнего потерпела поражение, уступив место в партийной программе акценту на образовательную политику.
В результате раскола Томас Скидмор и 40 его единомышленников созвали учредительное собрание новой политической организации 23 февраля 1830 года. Он начал издавать газету «Друг равноправия».
Новая группировка Скидмора, «Партия бедных людей», выдвинула собственные списки на выборах в органы города и штата, а его самого номинировала в Конгресс Соединенных Штатов.
Результат выборов 1830 года был сокрушительным ударом по обеим партиям — и Оуэна, и Скидмора. Партия трудящихся снова расколась, причём её большинство примкнуло к Национальной республиканской партии, а Партия бедных людей сошла на нет. В связи с этим позднейшие исследователи считали раскол спровоцированным происками демократов из Таммани-Холл.
Томас Скидмор умер 7 августа 1832, во время эпидемии холеры, прокатившейся по городу. Он не дожил недели до своего 42-й дня рождения.

## Идеи
Скидмор был автором трёх книг, в том числе амбициозного политического трактата 1829 года — «Права человека на собственность!». В нём он выступает последователем Томаса Пейна и Томаса Джефферсона, но также и полемизирует с идеями последнего. В работе представлена классовая поляризация общества, состоящего из имущего правящего класса и лишённого собственности трудящегося большинства, неизбежно подвергающегося эксплуатации в той или иной форме экономического рабства, делающей истинную свободу невозможной. Выступая провозвестником будущего североамериканского социалистического движения, Скидмор выдвигал утопическую программу мирного преобразования капиталистического общества посредством созыва Учредительного собрания для списания долгов, отмены права наследования, эгалитарного передела земельной и иной собственности на средства производства. Кроме того, он выступал против института рабства и за равноправие женщин.